# Macrotoma serripes
Macrotoma serripes es una especie de escarabajo longicornio del género Macrotoma, tribu Macrotomini, orden Coleoptera. Fue descrita por Fabricius en 1781.

## Descripción
Mide 35-81 mm de longitud.

## Distribución
Se distribuye por Angola, Benín, Burkina Faso, Camerún, Costa de Marfil, Gabón, Gambia, Ghana, Guinea, Guinea Ecuatorial, Guinea-Bisáu, Liberia, Níger, Nigeria, República Centroafricana, República Democrática del Congo, República del Congo, Senegal y Sierra Leona.